# Savigny (Vosgi)
Savigny è un comune francese di 197 abitanti situato nel dipartimento dei Vosgi nella regione del Grand Est.

## Società

### Evoluzione demografica
Abitanti censiti